# Богарное земледелие

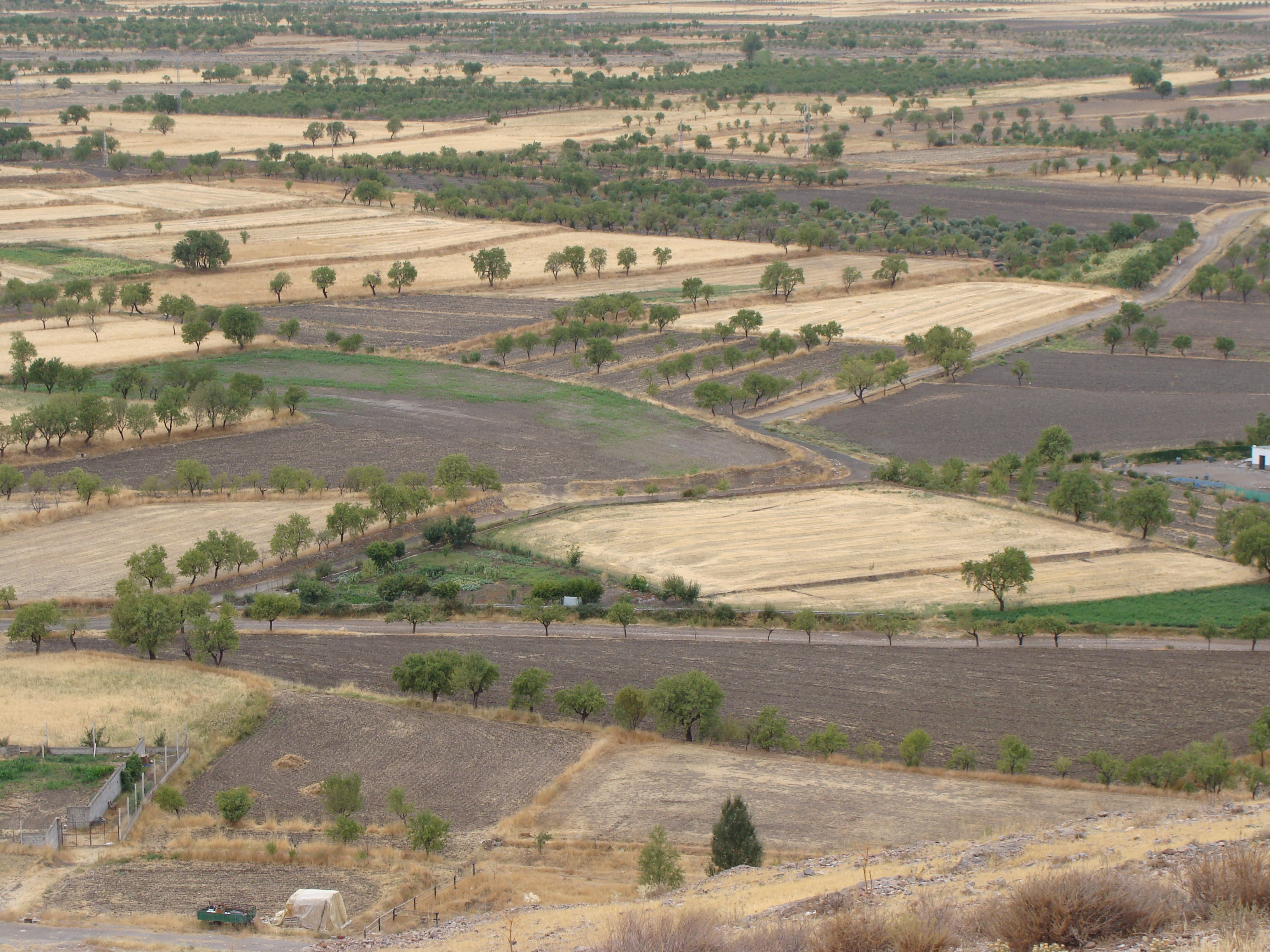
Богарное земледелие провинции Гранада, Испания

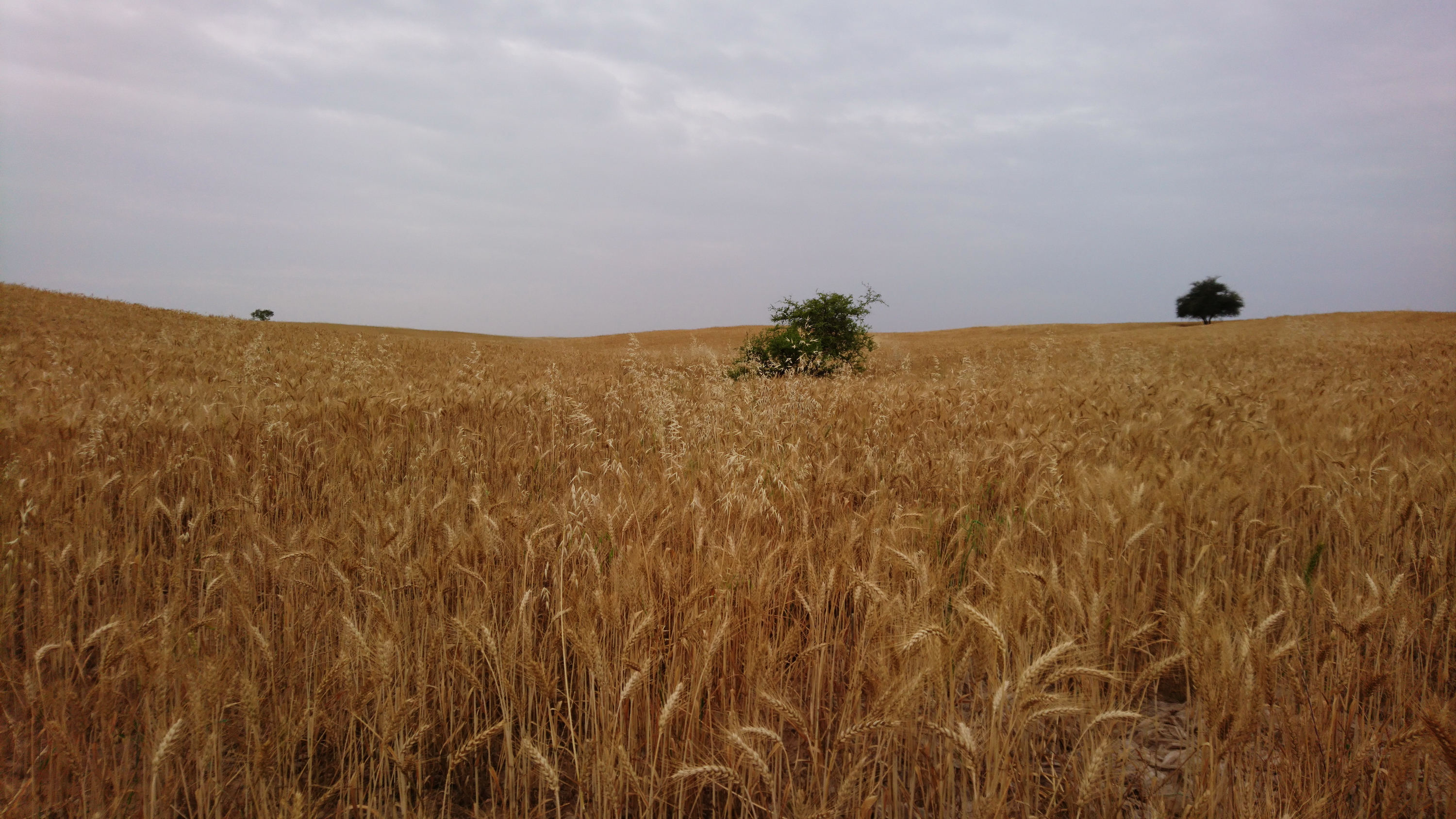
Пшеничное богарное земледелие в Бехбехане, Иран

Богара́ (богарные поля, богарное земледелие, от перс. бехар بهار‎ — весна) — земли в зоне орошаемого земледелия, на которых сельскохозяйственные культуры возделывают без искусственного орошения. Чаще всего богарой заняты подгорные равнины и окраины оазисов. То есть используется главным образом влага, получаемая почвой весной. На богаре выращивают засухоустойчивые зерновые, кормовые и бахчевые растения.
Вплоть до середины XX века богарные посевы вследствие недостатка воды играли чрезвычайно важную роль в хозяйстве среднеазиатского жителя, и неурожай богары мог повлечь за собой голод. В Ходжентском уезде около трети всех посевов производились под дождь, а в остальных местностях Самаркандской области от ¼ до ½.
Урожай хлеба на богарных полях зависит от количества влаги в почве весной (снежная зима) и от весенних дождей, а следовательно, чаще всего дают урожай богарные поля, расположенные в подгорной полосе (около 1200 метров над уровнем моря). Площадь богарных полей постоянно изменяется в зависимости от видов на более или менее обильную влагой весну.
Богарное земледелие имеет большое экономическое значение, так как позволяет использовать неудобные для орошения участки. Распространено главным образом в предгорьях и на окраинах оазисов Афганистана, Ирана, Китая, Индии, Пакистана, Судана, Турции, в республиках Средней Азии, на юге Казахстана, а также в Закавказье, в степях юга России и Украины.